# Dolina Górnej Łeby
Dolina Górnej Łeby (PLH220006) – specjalny obszar ochrony siedlisk sieci Natura 2000 obejmujący dolinę górnego odcinka rzeki Łeby na odcinku od miejscowości Kożyczkowo do mostu we wsi Paraszyno. Na wymienionym terenie znajduje się również Jezioro Osuszyno i Jezioro Sianowskie. Tak ujęty obszar zajmuje powierzchnię 2550,07 ha o długości ok. 50 km.
Dolina Górnej Łeby w wielu miejscach ma charakter podgórski ze zboczami przekraczającymi wysokość 100 m i kątem nachylenia 15 stopni w przełomach rzeki nachylenie zboczy dochodzi do 40 stopni.
Ochroną objęto tu następujące siedliska z załącznika I dyrektywy siedliskowej:
- zmiennowilgotne łąki trzęślicowe
- źródliska wapienne ze zbiorowiskami
- górskie i nizinne torfowiska zasadowe o charakterze młak, turzycowisk i mechowisk
- kwaśne buczyny
- żyzne buczyny
- grąd subatlantycki
- kwaśne dąbrowy
- łęgi wierzbowe, topolowe, olszowe i jesionowe
- olsy źródliskowe

Obszar chroniony „Dolina Górnej Łeby” pokrywa się również częściowo z czterema innymi rejonami chronionymi tj.: Kaszubskim Parkiem Krajobrazowym, rezerwatem przyrody Staniszewskie Zdroje, Obszarem Chronionego Krajobrazu Pradoliny Redy-Łeby i Obszarem Chronionego Krajobrazu Doliny Łeby.